# ФК Джаз Пори
ФК Джаз Пори е финландски футболен клуб от град Пори. Основан е през 1934 г. Предишното име на отбора е Порин Пало-Товерйт (1934-1991). Клубът се състезава в Каконен – третото ниво на финландския футбол.

## Успехи
- Шампион на Финландия (2): 1993, 1996

## Български футболисти
- Страти Илиев: 2000/01 - (45 мача - 5 гола)